# Lex Stahlverein
Die Lex Stahlverein war ein 1936 erlassenes Gesetz, das die Reprivatisierung der Vereinigten Stahlwerke (Vestag) ermöglichte.
In der Weltwirtschaftskrise 1932 waren Teile der Vereinigten Stahlwerke verstaatlicht worden, um den Konzern vor dem Ruin zu bewahren. Der Staat kaufte dabei Aktien im Wert von 25 Millionen Reichsmark zum Preis von 99 Millionen Reichsmark, dies führte zu einer großen öffentlichen Empörung (siehe Gelsenberg-Affäre).
Das Aktienrecht gestattete nur die Einziehung eigener Anteile in Höhe von 10 %. Damit der Kauf der Aktien durchgeführt werden konnte, wurde als Sondergesetz die Lex Stahlverein erlassen. Der Gesetzentwurf wurde bei den zuständigen Ministerien regelrecht bestellt und der Gesetzestext wurde bei der Vestag geschrieben.  Der Staat gab dabei Aktien im Wert von 115 Millionen Reichsmark zurück, erhielt aber als Entschädigung Aktien und Obligationen der Essener Steinkohlenbergwerks-AG im Wert von 82 Millionen Reichsmark. Der Stahlverein verdiente so, auf Kosten des Staates, 33 Millionen Reichsmark. Der Staat blieb im Besitz von Aktien im Wert von 10 Millionen Reichsmark.